# Myristica frugifera
Espèce
Statut de conservation UICN

 VU A1c : Vulnérable
Myristica frugifera est une espèce de plantes du genre Myristica de la famille des Myristicaceae.